# Hulda Garborg

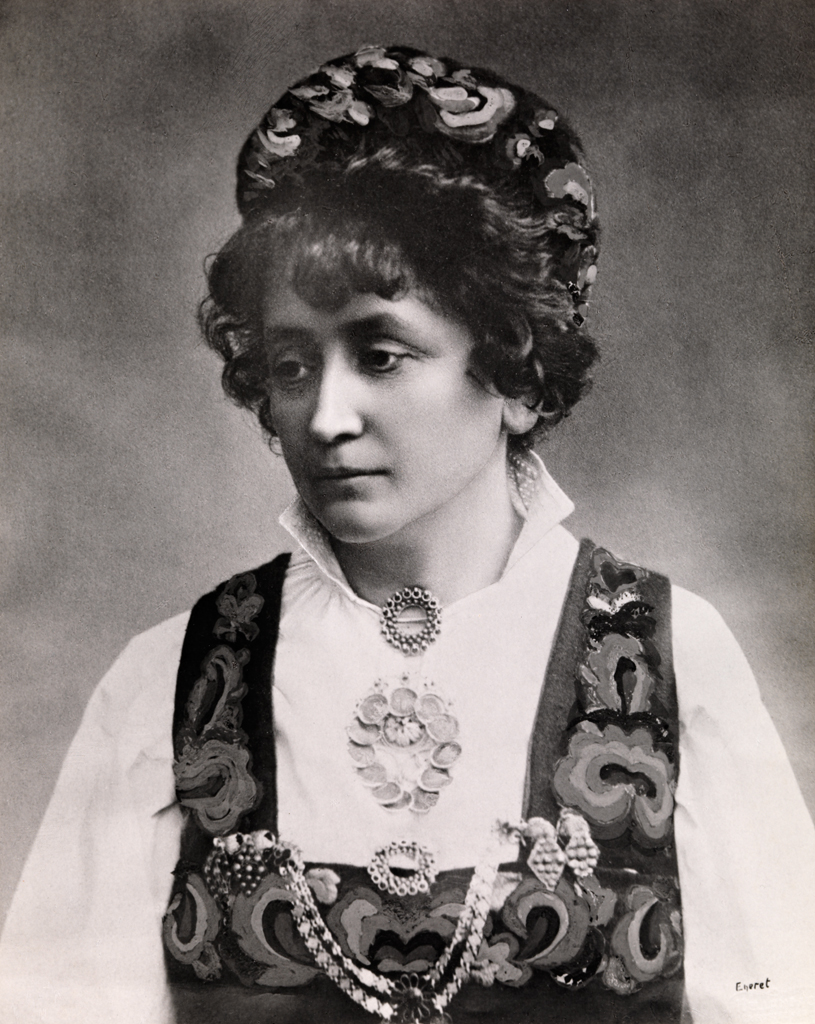
Hulda Garborg in Bunad-Tracht

Hulda Garborg (geboren am 22. Februar 1862 in Stange als Karen Hulda Bergersen; gestorben am 5. November 1934 in Asker) war eine norwegische Schriftstellerin und Theaterregisseurin. Sie war die Frau Arne Garborgs.

## Privatleben
Ihre Eltern waren der Rechtsanwalt Christian Frederik Bergersen (1829–1873) und seine Frau Marie Petrine Olsen (1835–1888). Ihre zwei älteren Schwestern hießen Martha und Sophie. Nach der Scheidung ihrer Eltern 1864 zog sie mit der Mutter nach Hamar, im Jahre 1874 nach Kristiania. Mit siebzehn Jahren begann sie, in einem Geschäft zu arbeiten, um für den Unterhalt der Familie zu sorgen.

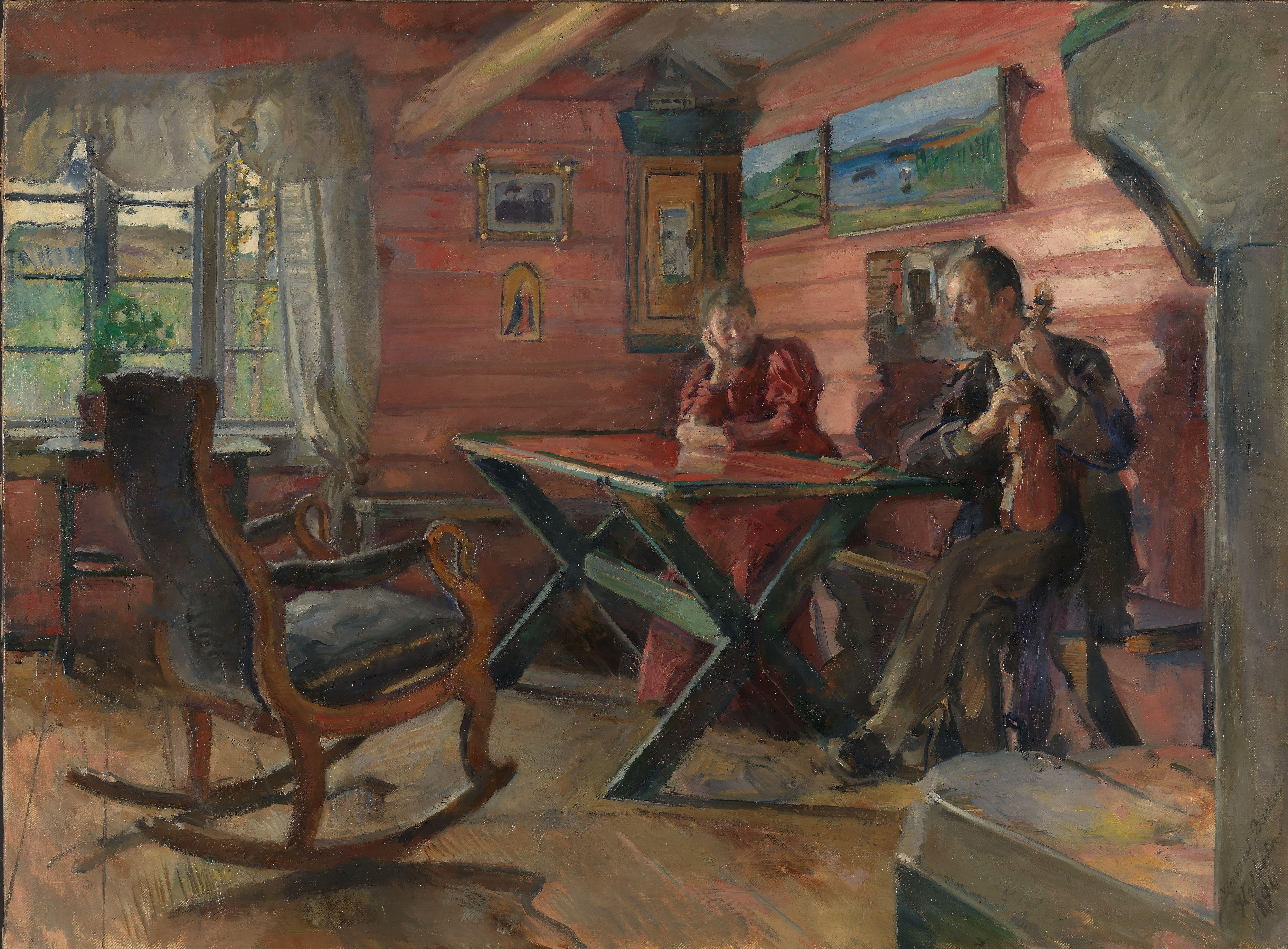
Hulda und Arne Garborg in ihrer Hütte in Kolbotn. Gemälde von Harriet Backer, 1896.

Durch eine Lehrerin auf ihre nationale Kulturszene aufmerksam geworden, begann sie sich für Kunst und Politik zu interessieren und knüpfte in der Hauptstadt entsprechende Kontakte. Am 3. Dezember 1887 heiratete sie den bereits in Europa gefeierten Dichter Arne Garborg und zog mit ihm nach Tynset, in ein kleines Bauernhaus am Savalen-See. 1888 gebar sie den Sohn Arne Garborg. Das Paar lebte nicht zurückgezogen, sondern reiste häufig, nicht nur nach Kristiania, sondern auch nach Paris, Berlin, Dießen und Fürstenfeldbruck. 1896 verließen die Garborgs Tynset und zogen erst nach Stokke, ein Jahr später endgültig nach Hvalstad nahe Kristiania. Dort betätigte sie sich auch erfolgreich an der Kommunalpolitik und vertrat die liberale Venstre-Partei in ihrem Bezirk Asker.
Nach ihrem Tod 1934 wurde sie bei ihrem zehn Jahre zuvor verstorbenen Mann an seinem Sommerhaus in Time begraben.

## Schaffen

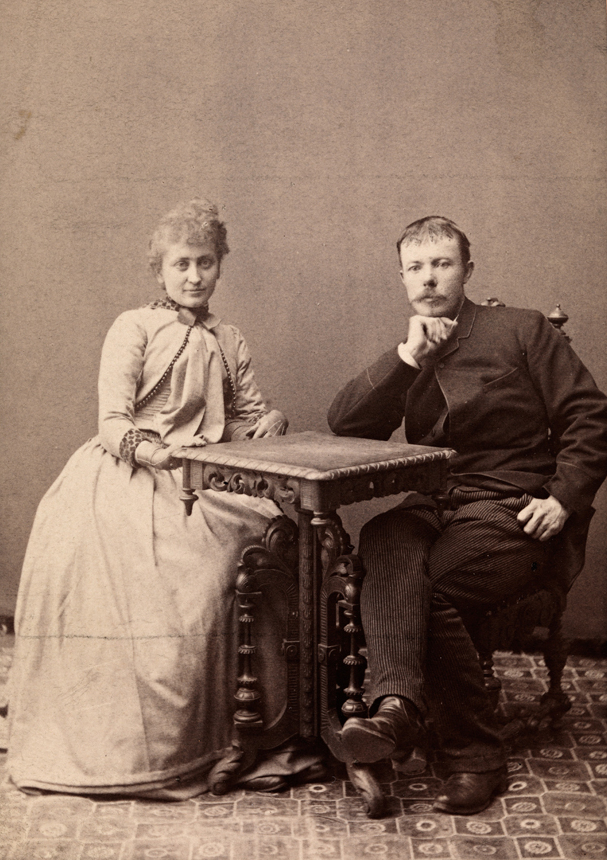
Porträt des Schriftstellerpaars um 1890

Garborgs literarisches Werk verlief großenteils parallel zu dem ihres Mannes, muss aber selbstständig betrachtet werden. Wie ihr Mann Arne war sie interessiert an der norwegischen nationalen Identität, beispielsweise am Bunad, an Volkstänzen, an der traditionellen Küche und Familie, aber auch an Theater und Frauenrechten. Sie begann mit der Publikation von Artikeln über die norwegische Küche, welche später gesammelt erschienen. Danach konzentrierte sie sich auf das Theater und gründete Det norske spellaget, welches heute als Det Norske Teatret bekannt ist. Sie schrieb schließlich auch Romane und Sachliteratur, veröffentlichte politische Schriften in Zeitschriften und Magazinen, unter anderem zu Frauenrechten, und hielt Reden. So schrieb sie eine Protestschrift gegen Otto Weiningers frauenfeindliches Hauptwerk Geschlecht und Charakter.

### Stücke
- Mødre (1895, Drama Mütter)
- Rationelt Fjøsstell (1896, Komödie)
- Hos Lindelands (1899, Komödie)
- Noahs Ark (1899, Farce)
- Sovande sorg (1900, Drama)
- Liti Kersti (1903, Klein-Kersti)
- Edderkoppen (1904, anonymes Drama)
- April (Vaar) (1905, Drama)
- Kongens Kone. Interiør fra Ludvig XIV's hoff (1906, Drama)
- Sigmund Bresteson (1908, Drama Sigmund Bresteson)
- Under Bodhitræet (1911, Drama)
- Tyrihans (1915, Gesangsspiel Tyrihans)
- Den store Freden (1919, Drama Der große Frieden)

### Belletristik
- Et frit forhold (1892, anonym erschienener Eheroman Ein freies Verhältnis)
- Mann av Guds Naade (1908, Roman)
- Eli (1912, Roman)
- Mot Solen (1915, Roman Zur Sonne)
- Gaaden. Efter Præstedatteren Else Marie Lindes Optegnelser (1916, Roman)
- Mens dansen gaar (1920, Roman Während man tanzt)
- I huldreskog (1922, Roman Im Hulderwald)
- Naar heggen blomstrer (1923, Roman Wenn die Hecken blühen)
- Grågubben (1925, Roman Der graue Greis)

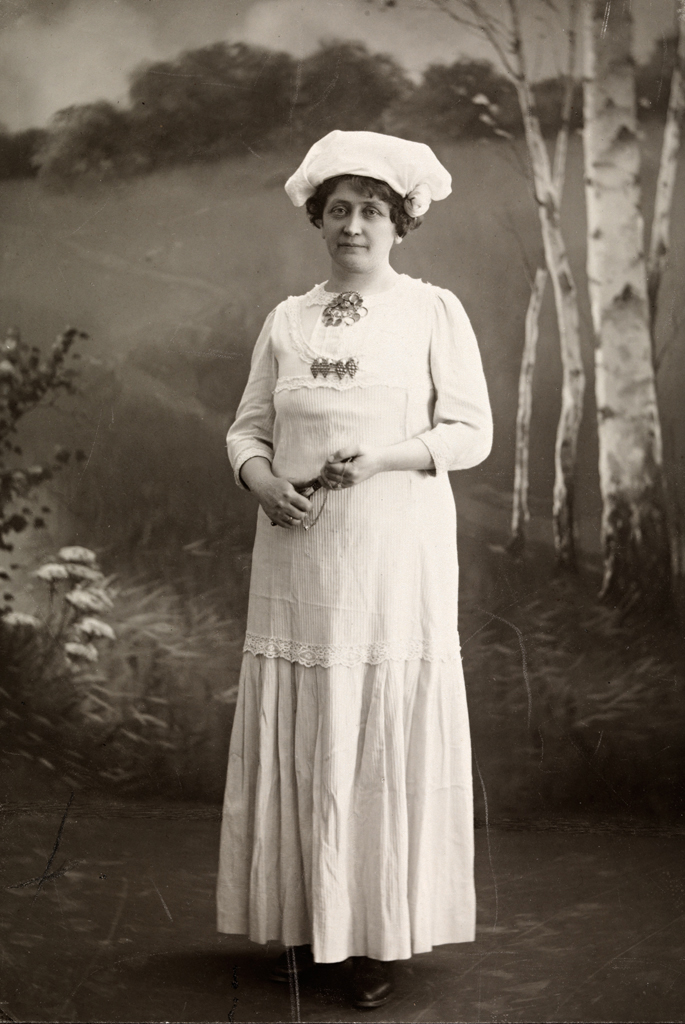
Hulda Garborg als Bunaderin

- Trollheimen (1927, Roman)
- Helenes historie (1929, Roman)
- Hildring (1931, Roman)
- Kornmoe (1930, Gedichtsammlung)
- Symra (1934, Gedichtsammlung)

### Sachliteratur und politische Schriften
- Fra Kolbotnen og andetsteds (1903, autobiographisches Tagebuch Von Kolbotten und anderswo)
- Heimestell (1899, gesammelte Artikel über norwegische Küche)
- Norske folkevisor (1903, Liedersammlung)
- Song-Dansen i Nord-Landi (1903, Liedersammlung Tanzlieder im Nordland)
- Norsk klædebunad (1903, erweitert 1917, über Bunad-Trachten)
- Kvinden skabt af Manden (1904, Frauenrechtsschrift Das Weib vom Manne erschaffen)
- Fru Evas Dagbog (1905, Frauenrechtsschrift Frau Evas Tagebuch)
- Norske dansevisur (1913)
- National kost (1925)
- Barndomsminne (1935, Kindheitserinnerungen)
- Sechsbändige Ausgabe der Tagebücher ihres Mannes, nach 1924
- Ausgewählte Tagebücher zwischen 1903 und 1914, posthum 1962

## Ehrungen
Hulda Garborg wurde 1932 zum Ritter 1. Klasse des Sankt-Olav-Ordens ernannt.